# Ibero (Navarra)
Ibero es un concejo del municipio Cendea de Olza (Navarra, España). Situado a 393 m s. n. m., en su territorio el río Araquil desemboca en el Arga por la margen derecha de este último.   

## Topónimo
De origen euskera, significa en esta lengua ‘agua caliente’, de i- (una variante de ur ‘agua’) y bero ‘caliente’. En la localidad hay efectivamente dos manantiales de agua caliente.
En los documentos antiguos aparece como Hiuero, Hyuero (1197, NEN), Iuero, Yuero (1275-1279, NEN) e Ybero (1542, NEN).

## Demografía
La localidad posee 215 habitantes.
| 1996 | 1998 | 1999 | 2000 | 2001 | 2002 | 2003 | 2004 | 2005 | 2006 | 2007 | 2008 |
| 177  | 180  | 184  | 195  | 205  | 206  | 194  | 187  | 175  | 215  | 213  | 203  |

## Instalaciones deportivas
Dentro del casco urbano hay un frontón, construido a finales del siglo XIX, y que en agosto de 2017 pasó a denominarse «Juan Martínez de Irujo Toki Alai» en euskera.

## Hijos ilustres
- Nicolás Ollo Bidaurreta: 1816-1874. General carlista en la tercera guerra carlista.
- Juan Martínez de Irujo: Nacido en 1981. Ha sido uno de los jugadores de pelota vasca más laureados con 5 chapelas del campeonato de parejas, 5 del manomanista y 3 del cuatro y medio. Jugó como delantero con la empresa ASPE.

- David García Zubiría: Nacido el 14 de febrero de 1994. Es un futbolista español que juega como defensa en el Club Atlético Osasuna de la Primera División de España.
- Blanca Ester Erro Juango: Nacida un 4 de diciembre, la reconocida chef internacional dejó huella en la cultura marplatense de su país adoptivo, Argentina. Un ejemplo de emigración de los tantos que se dieron durante la guerra civil española.

## Comunicaciones
| Eskualdeko Hiri Garraioa/Transporte Urbano Comarcal |   |
| Taxi Iruñerria                                      |   |
| Zona                                                | B |
| Estaciones                                          |   |